# Svetovno prvenstvo v podvodnem hokeju 1996
Svetovno prvenstvo v podvodnem hokeju 1996 je potekalo v Durbanu (Republika Južna Afrika).

## Rezultati

### Moški
1. Avstralija
2. Republika Južna Afrika
3. Nova Zelandija
4. Nizozemska

### Ženske
1. Republika Južna Afrika
2. Avstralija
3. Francija
4. Nova Zelandija

### Moški veterani
1. Republika Južna Afrika
2. Avstralija
3. Združeno kraljestvo
4. ZDA